# Hypericia
Hypericia (лат.) — подрод травяных листоедов подсемейства хризомелин, семейства листоедов.

## Описание
Металлически-блестящие жуки. Питаются на зверобойных.

## Классификация
В состав подрода включают следующие виды
- Chrysolina anatolica (Dahlgren, 1984)
- Chrysolina brunsvicensis (Gravenhorst, 1807: 135)
- Chrysolina corcyrica (Suffrian, 1851: 133)
- Chrysolina cuprina (Duftschmid, 1825: 177)
- Chrysolina didymata (Scriba, 1791: 294)
- Chrysolina difficilis (Motschulsky, 1860: 228)
- Chrysolina fricata Bechyné, 1950: 158
- Chrysolina geminata (Paykull, 1799: 65)
- Chrysolina gracilis Bechyné, 1950: 157
- Chrysolina hyperici (Forster, 1771: 20)
- Chrysolina medogana Chen et Wang, 1981:
- Chrysolina nikkoensis (Jacoby, 1885: 207)
- Chrysolina ohoi Chûjô, 1958: 50
- Chrysolina quadrigemina (Suffrian, 1851: 125)

## Распространение
Представители подрода встречаются в Европе и на Кавказе, в Северной Африке, Турции, Передней Азии, Иране, Сибири, Дальнем Востоке, Казахстане, Китае, Японии, Корее, Тайване, Вьетнаме, Северной Америке и Австралии.